# Волошинов, Анатолий Анатольевич
Анатолий Анатольевич Волошинов (род. 17 июня 1979) — украинский спортсмен, выступающий на соревнованиях по самбо, боевому самбо, дзюдо, карате, панкратиону, чемпион и призёр чемпионатов Украины по самбо и дзюдо, призёр чемпионата мира по самбо, чемпион и призёр чемпионатов Европы и мира по боевому самбо, чемпион Европы по карате, мастер спорта Украины международного класса.

## Биография
Спортом увлекается с 6 лет. Выступал во второй средней (до 90 кг) полутяжёлой (до 100 кг) весовых категориях.
Живёт в Одессе. Майор полиции. Старший преподаватель кафедры специальной физической подготовки Одесского государственного университета внутренних дел. С 2011 года служит в межрегиональном подразделении спецназа областного управления пенитенциарной службы. Вскоре стал заместителем командира подразделения.